# Def Leppard
Def Leppard er et britisk heavy rock-band, stiftet i 1977 af de fire musikere, Pete Willis, Rick Savage, Joe Elliott og Tony Kenning.
Bandet er særligt kendt for albummet Hysteria fra 1987, der gav Def Leppard adskillige store radiohits, såsom: Pour Some Sugar on Me, Rocket, Animal og Love Bites.

## Historie
Bandet blev fra starten forbundet med bølgen af nye bands, der i slutningen af 1970'erne og begyndelsen af 1980'erne gik under fællesbetegnelsen New Wave of British Heavy Metal - også kaldet NWOBHM. I løbet af 1980'erne udviklede bandet dog deres lyd i retning af en mere poleret rock, hvad gav dem stor succes. Især albummene Pyromania, Hysteria og Andrenalize solgte i meget stort tal. 
I løbet af 1990'erne skrumpede fanskaren imidlertid ind. Efter en lydmæssigt lidt eksperimenterende periode med de to album Retro Active og Slang, vendte bandet med albumudgivelserne Euphoria og X tilbage til en mere klassisk poleret poprocklyd. 
I 2006 udgav Def Leppard albummet Yeah!, der udelukkende bestod af covernumre fra især 1970'ernes kendte glamrock bands.
Den 14. juni 2008 spillede Def Leppard i Danmark for første gang i tolv år, da de gæstede Rock under Broen i Middelfart, og i juni 2011 udgav bandet livealbummet, Mirrorball.

## Bandmedlemmer

### Nuværende medlemmer
- Joe Elliott (forsanger)
- Phil Collen (guitarist)
- Vivian Campbell (guitarist)
- Rick Savage (bassist)
- Rick Allen (trommeslager)

### Tidligere medlemmer
- Pete Willis (guitarist)
- Tony Kenning (trommeslager)
- Frank Noon (trommeslager)
- Steve Clark (guitarist)

## Diskografi

### Studiealbum
1. On Through The Night (1980)
2. High 'n' Dry (1981)
3. Pyromania (1983)
4. Hysteria (1987)
5. Adrenalize (1992)
6. Slang (1996)
7. Euphoria (1999)
8. X (2002)
9. Yeah! (2006)
10. Songs From the Sparkle Lounge (2008)
11. Def Leppard (2015)
12. Diamond Star Halos (2022)

### Liveablum
1. Mirror Ball - Live & More (2011)

### Specialudgivelser
1. Retro Active (1993)

### EP'er
1. The Def Leppard (EP, 1979)